# Karel Smíšek
Karel Smíšek (13. prosince 1893 – 25. února 1968) byl československý generál a státní úředník. Patřil k zakládajícím členům KSČ, po roce 1945 byl vysokým důstojníkem Státní bezpečnosti a řadu let zastával funkce ve správě bezpečnostních složek na ministerstvu vnitra. 

## Životopis
Patřil k zakládajícím členům KSČ, do níž vstoupil v roce 1921. V meziválečném období pracoval jako dělník v Praze-Kbelích, souběžně působil v aparátu Komunistické strany. Za druhé světové války pobýval s vedením KSČ v Moskvě a s Janem Švermou se zúčastnil Slovenského národního povstání. V květnu 1945 se vrátil do Prahy a v hodnosti podplukovníka nastoupil na ministerstvo vnitra. Jako prověřený agent NKVD byl pověřen důležitým úkolem zajišťovat radiové spojení mezi Prahou a Moskvou. Tajná vysílačka do Moskvy byla zprovozňována třikrát v týdnu a kromě Smíška o ní věděli jen Rudolf Slánský a Klement Gottwald. Po únorovém převratu v roce 1948 se stal vedoucím technického oddělení na ministerstvu vnitra. Na nově zřízeném ministerstvu národní bezpečnosti převzal v roce 1950 vedení 5. operativně technického sektoru. Jako správce technické sekce Státní bezpečnosti pomáhal po roce 1950 budovat náročný systém rušiček zahraničních rozhlasů v Československu. V letech 1953–1962 zastával na ministerstvu vnitra funkci náčelníka IX. správy. a později byl povýšen do hodnosti generálmajora. K datu 30. června 1962 byl penzionován a byl mu vyměřen vysoký důchod 2 500 Kčs.
Obdržel několik vysokých státních vyznamenání, byl nositelem Řádu 25. února, Řádu rudé hvězdy, Řádu rudé zastávy a Vyznamenání Za statečnost. Při příležitosti 10. výročí  komunistického převratu obdržel Řád práce (1958) a při odchodu do důchodu získal Řád republiky (1962). K 50. výročí vzniku Sovětského svazu se stal nositelem Leninova řádu (1967).
Zemřel v Praze 25. února 1968 ve věku 74 let, poslední rozloučení se konalo 4. března 1968 ve strašnickém krematoriu a pohřben byl na Olšanských hřbitovech.